# Geodia ovis
Geodia ovis är en svampdjursart som beskrevs av Lendenfeld 1910. Geodia ovis ingår i släktet Geodia och familjen Geodiidae. Inga underarter finns listade i Catalogue of Life.